# Rue de Zurich (Strasbourg)
Pour les articles homonymes, voir Rue de Zurich et Zurich (homonymie).
La rue de Zurich  (en alsacien : Rhingiesse Stross) est une voie de Strasbourg située dans le quartier historique de la Krutenau.

## Situation et accès
Longue d'environ 400 m, elle va du quai des Bateliers aux croisement avec la rue de l'Abreuvoir au nord et avec la rue de l'Hôpital-Militaire au sud.
 Elle se transforme alors en rue du Maréchal Juin, anciennement rue du Soleil. 
Elle est rejointe par une douzaine de voies : la ruelle des Ramoneurs, la ruelle de l'Étoile, la ruelle des Chanvriers, la rue Munch, la ruelle de la Bruche, la rue Sainte-Catherine, la ruelle du Caquet, la rue de la Krutenau, la rue Fritz, la cour du Brochet et l'impasse des Craquelins 
. Dans sa partie centrale elle longe la place de Zurich, vers laquelle converge également la rue du Renard-Prêchant.

## Origine du nom

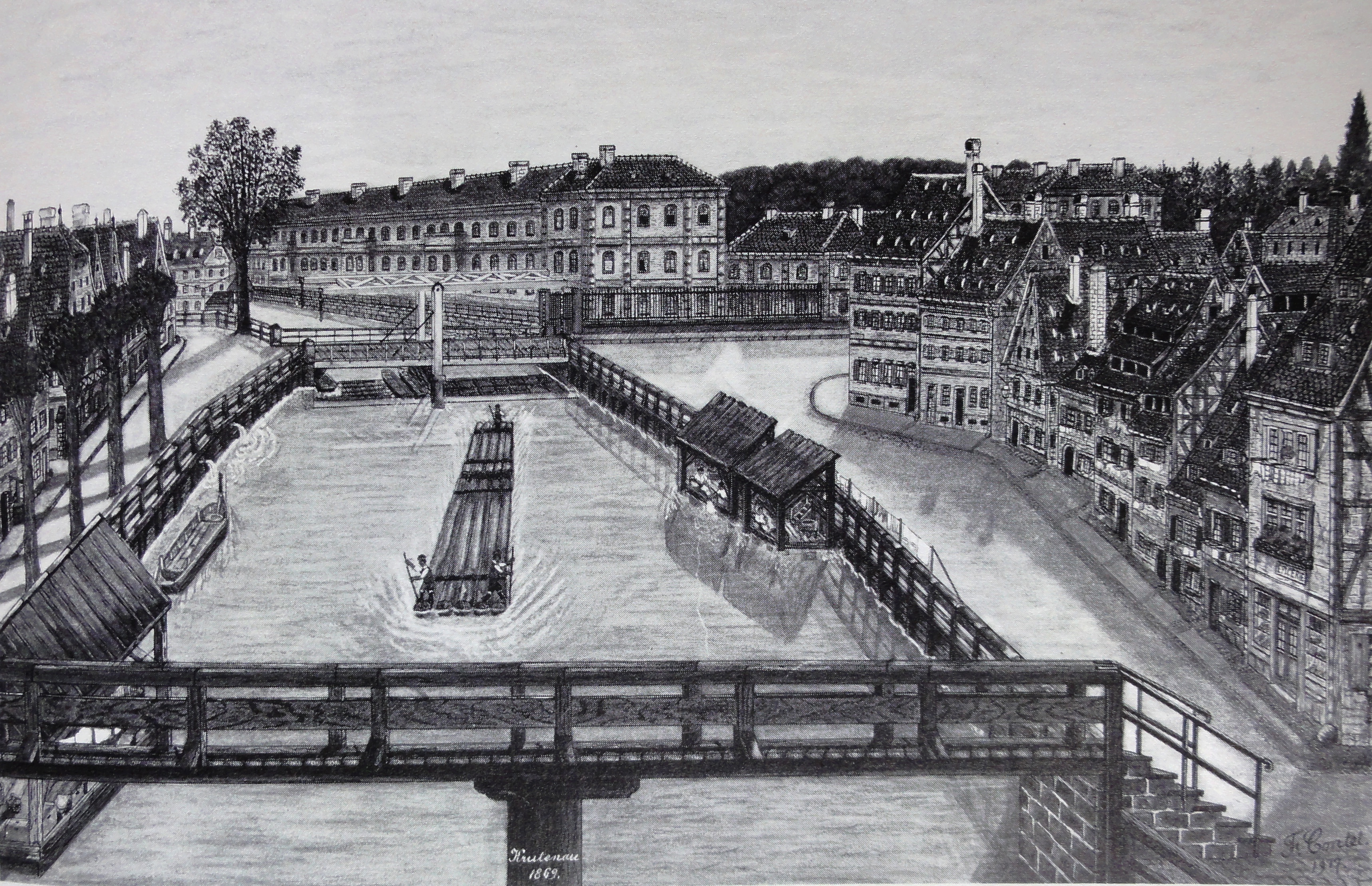
Le Rheingiessen, vers 1869.

Si le tracé de la rue de Zurich est curieusement sinueux, c’est qu’elle n’était à l’origine pas une rue, mais un cours d’eau reliant le Rhin à l’Ill et servant au transport de marchandises, le Rheingiessen. Comblée en 1872, cette voie a pris le nom de « Zürcherstrasse » en souvenir de la venue en barque en 1576 de représentants de la Ville de Zurich, qui rejoignirent Strasbourg à la rame en dix-huit heures et entrèrent en ville par le Rheingiessen. 

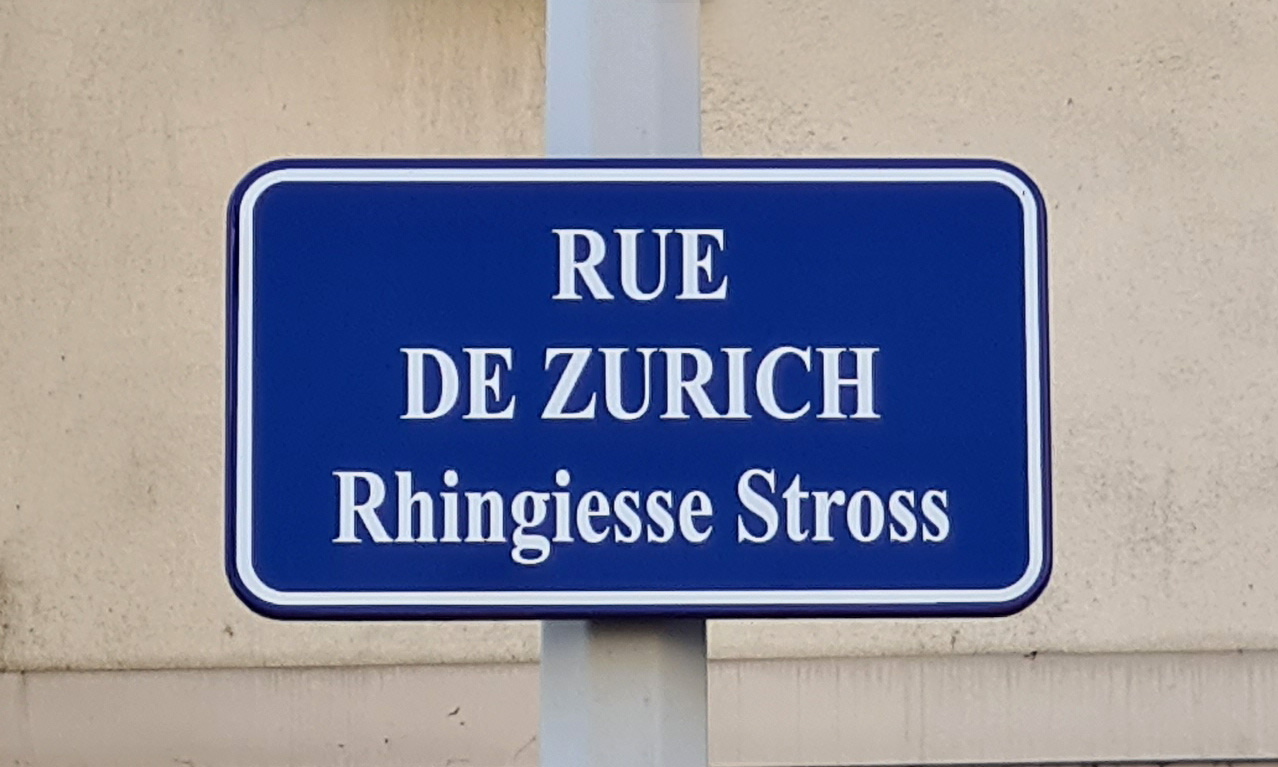
Plaque bilingue, en français et en alsacien.

Nommée « rue de Zurich » en 1918, elle redevient la Zürcherstrasse en 1940, avant de recouvrer son nom français en 1945.
À partir de 1995, des plaques de rues bilingues, à la fois en français et en alsacien, sont mises en place par la municipalité lorsque les noms de rue traditionnels étaient encore en usage dans le parler strasbourgeois. Le nom de cette voie est alors sous-titré Rhingiesse Stross.

## Histoire

### Le Reingiessen
Ce bras d’eau qui reliait le Rhin à l’Ill est déjà mentionné en 1296 sous le nom de Johannisgiessen – « cours d’eau de Saint-Jean », car le couvent Saint-Jean-des-Ondes était situé le long de son cours. Lorsque celui-ci fut rasé à la fin du XVe siècle, le bras d’eau fut dénommé Rheingiessen, « canal du Rhin»
, car il permettait le transport de marchandises vers Strasbourg et de cette ville vers d'autres grandes cités rhénanes via le Rhin. 
Sur le plan dessiné par Conrad Morant en 1548, ce cours d’eau apparaît aussi comme un axe est-ouest entre deux secteurs de la ville : au sud, d’une part l’Hôpital civil et le Finkwiller jusqu'à l’église Sainte-Madeleine, zone qui fut rattachée à la ville et entourée de remparts lors du troisième agrandissement, celui de 1228-1334. Au nord, la Krutenau proprement dite, réunie au centre de Strasbourg lors du quatrième agrandissement de 1387 à 1441 et alors enfin entourée de remparts en dur. 
De nombreuses habitations se regroupaient le long du cours d’eau, mais les grands bateaux ne pouvaient pas l’emprunter. On canalisa donc son lit en 1734 et on y aménagea deux écluses à proximité de son embouchure dans l’Ill. Le Rheingiessen servit alors surtout au transport du bois de chauffage, qui était déchargé à son arrivée sur la rive gauche de l’Ill pour être entreposé au Holzhof, lieu de stockage visible sur une photo ancienne.
Après la construction du canal du Rhône au Rhin en 1834, le Rheingiessen ne fut plus guère utilisé. La régularisation du cours du Rhin par Tulla en 1842 diminua le courant. L’eau devint stagnante, donc malodorante et malsaine. Très vite après l’annexion de l’Alsace à l'Empire allemand, dès 1872, le cours d’eau fut comblé et recouvert par une chaussée, qui fut alors dénommée Zürcherstrasse, « rue de Zurich».

### LeGuldenturm, au débouché du cours d’eau

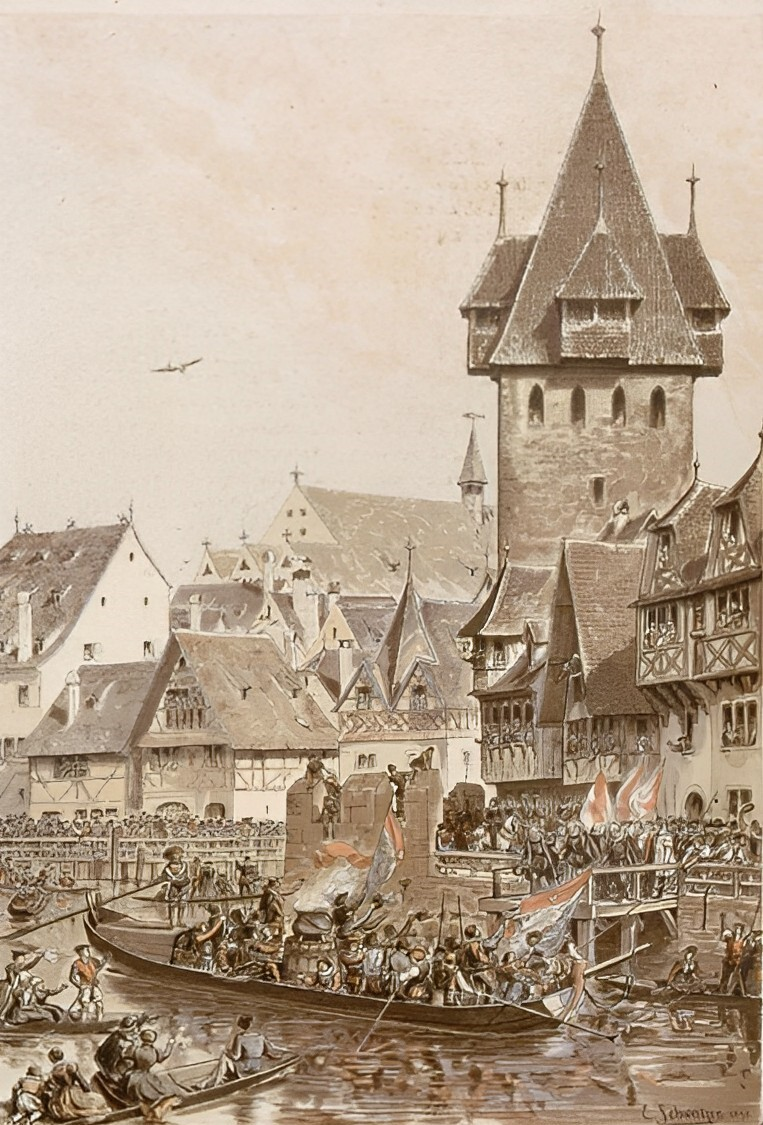
Le Guldenturm et ses quatre bretèches, représenté sur un dessin d'Émile Schweitzer (vers 1894).

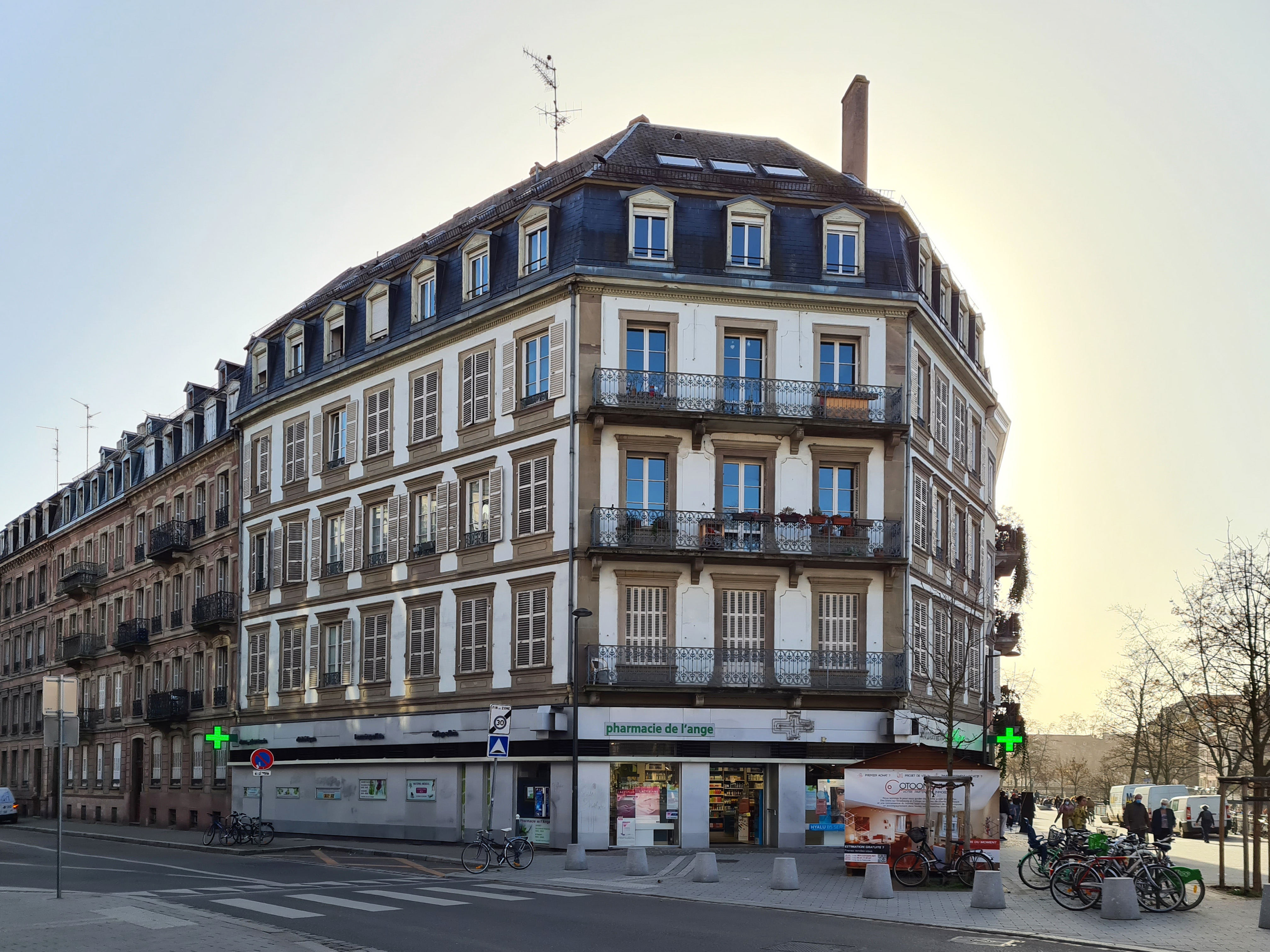
Sur cet emplacement, la pharmacie formant l'angle avec le quai.

Au début de la rue de Zurich, là où le Rheingiessen débouchait dans l'Ill, se dressait une des tours de l'enceinte médiévale de Strasbourg, le Guldenturm (ou « Tour-aux-florins »), élevée en 1476 à côté du bras d'eau, à l’intérieur du rempart qui le bordait et se rattachait au quai des Bateliers, à l'emplacement de l'actuelle "Pharmacie de l’Ange". Elle était munie de quatre bretèches qui servaient de poste de tir pour contenir un éventuel ennemi s'approchant de la ville par le faubourg de la Krutenau. La tour est bien indiquée sur le plan Morant et le plan-relief de la ville en 1727 montre clairement le rempart crénelé englobant la tour et enserrant le secteur situé au sud de la Krutenau. Lorsque les fortifications de la ville devenue française sont modifiées par Vauban, la tour est vendue à un particulier. Une photo de Charles Winter, prise vers 1860, montre qu'elle était alors utilisée par un marchand de bois de chauffage. La tour-aux-florins, parfois improprement appelée "tour des martyrs", a été rasée en 1874, peu de temps après le comblement du cours d’eau. 
Le pont voûté permettant de relier le quai des Pêcheurs au quai des Bateliers ne fut construit qu’en 1819. Auparavant, ces deux secteurs du quai longeant l’Ill étaient séparés par le cours du Rheingiessen. Pour aller d'un quai à l’autre, les habitants venant du quai des Pêcheurs, au nord, devaient descendre sur le quai longeant l'eau par un escalier, puis emprunter la passerelle surmontant l'écluse du Pont-aux-Chats pour passer sur l’autre rive, longer l'étroit chemin au pied du rempart, puis remonter sur le quai des Bateliers. 

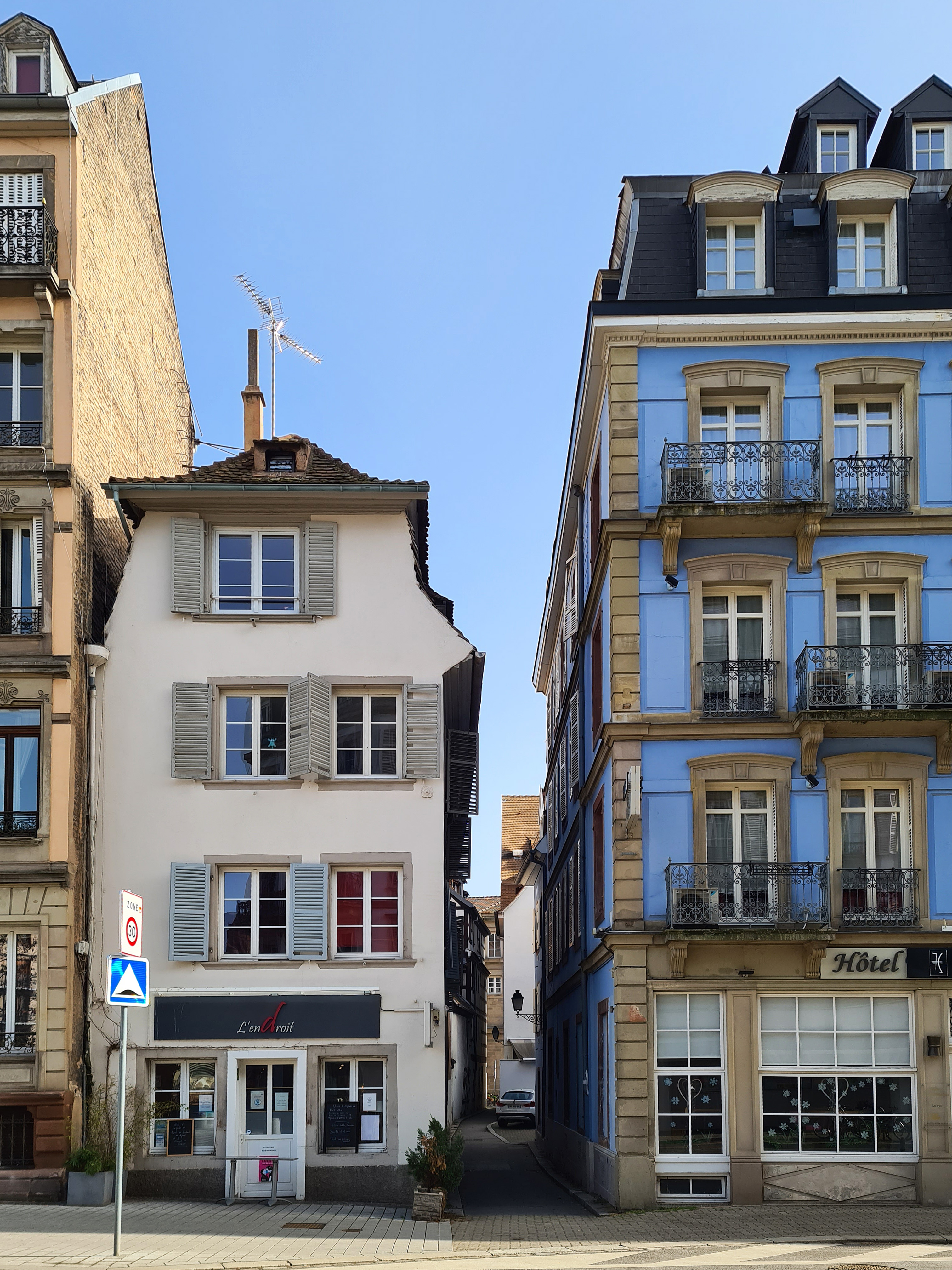
Au no 5, petite maison présumée de l'éclusier à l'entrée de la ruelle des Ramoneurs.

La place du Pont-aux-Chats (d’ Katzestej). Le nom en dialecte du lieu — montée, voire escalier du ou des chats — évoque bien la configuration des lieux, qui donnait accès, d'une part, à la passerelle du même nom et d'autre part à l'escalier cité. Aujourd'hui encore, une petite maison, qui serait celle de l’éclusier et l’entrée de la ruelle des Ramoneurs sont situées en contrebas de la chaussée, vestige visible de la disposition ancienne du quai, déjà bien visible sur le plan-relief de 1727, alors que l’aménagement de l’écluse en 1734 est légèrement postérieur,.

### La tour Sainte-Catherine

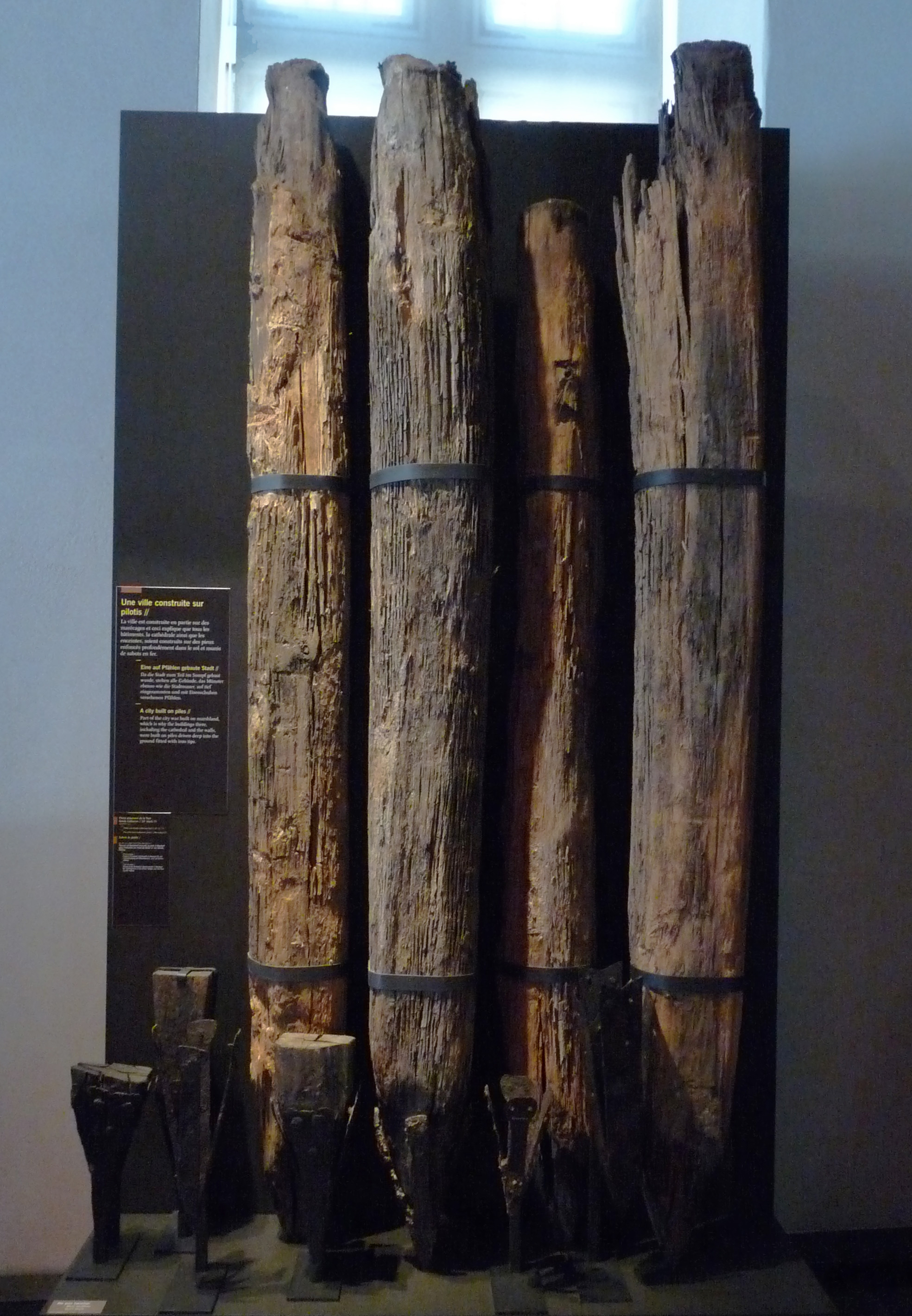
Vestiges de pilotis de la tour Sainte-Catherine (Musée historique de Strasbourg).

Juste avant de prendre son premier virage, là où se trouve maintenant la place de Zurich, le Rheingiessen était connecté au sud-ouest aux deux fossés parallèles qui faisaient partie des fortifications du XIVe siècle. Entre les deux était aménagé un faux rempart (ou fausse braie), dont le tracé est fidèlement conservé par la voie aujourd'hui nommée rue du Fossé-des-Orphelins. C’est sous l’extrémité nord-est de cette rue que s’élevait la tour Sainte-Catherine. Ses vestiges ont été retrouvés lors d’une fouille archéologique effectuée à la hauteur des numéros 16a et 16b de la rue de Zurich. Bâtie en 1347, la tour possédait une base de près de 9 m de côté composée de blocs de grès reposant sur des pilotis en bois garnis de sabots de fer qui s’enfonçaient dans la nappe phréatique. Elle figure sur le plan Morant, ainsi que sur le plan-relief de 1727, mais fut détruite en 1766.
Indiqué sur les plans de la ville depuis le XVe siècle, le pont Sainte-Catherine reliait par-dessus le Rheingiessen la rue des Orphelins à la rue de la Krutenau via la rue Sainte-Catherine.

### Les anciens quais
La rue de Zurich coupe la rue de la Krutenau et tourne en direction de l’est pour présenter un tracé plus rectiligne en direction de l'hôpital militaire. Après ce virage, le Rheingiessen était bordé de quais : au nord se trouvait le quai-aux-Chevaux (Gaulstaden), qui se terminait avant la rue de l'Abreuvoir par le pâté de maisons du Coin des Craquelins. Sur la rive sud se faufilait le très étroit quai du Brochet, qui s'élargissait par le quai-aux-fleurs en direction de l'Hôpital militaire. Au bord de l'eau, la vie était animée : lavandières, pêcheurs, estaminets, brasseries où l’on servait des fritures de goujons comme l'estaminet Zu den drei Hechten (« Aux trois brochets »), devenue « Au Télégraphe », brasserie qui existe toujours au no 59 de la rue.
Depuis le XIVe siècle, les deux rives étaient reliées par une passerelle en bois, qui fut longtemps recouverte d’un toit en bois, ce qui lui conférait le nom de untere bedeckte Brücken (les ponts couverts inférieurs, pour les distinguer des Ponts Couverts à l'ouest de la ville),. À partir du XVIIIe siècle, on l’appela pont du Brochet (Hechtenbrücke), puisqu'elle se situe au niveau du quai du même nom. 

À l'angle avec la rue de l'Abreuvoir s’élevait un pâté de maisons nommé Am Bretschdelle Eck (« Au Coin des Craquelins»), qui a donné son nom à l'impasse des Craquelins. La dernière maison de la rue, le no 71 est aujourd'hui encore une boulangerie, fondée en 1435. Une de ses fenêtres présente un décor caractéristique de la Renaissance alsacienne, avec deux meneaux et des volutes en grès, ce qui la date de la fin du XVIe siècle.  
Après l’édification de la Citadelle par Vauban, le Rheingiessen arrivait du sud-est par les fossés des fortifications, en liaison avec des bras du Rhin, dont le Ziegelwasser. C'est avec l’aménagement au XVIIIe siècle du quartier militaire de l’Esplanade que disparurent les derniers vestiges du Rheingiessen en amont de la Krutenau.

## Bâtiments
La physionomie contrastée de cette longue artère est à l'image de son histoire. La section correspondant aux premiers numéros (2 à 38) ayant été touchée par les bombardements, on n'y trouve que des constructions modernes alternant avec des bâtiments 1900.

À l'entrée de la ruelle des Ramoneurs, le no 5, plus ancien, fait figure d'exception.
La section suivante (numéros 40 à 70) conserve des maisons du XVIe au XVIIIe siècle et des façades caractéristiques de l'époque allemande.

Des colombages ont parfois été conservés.

Maisons à colombages.
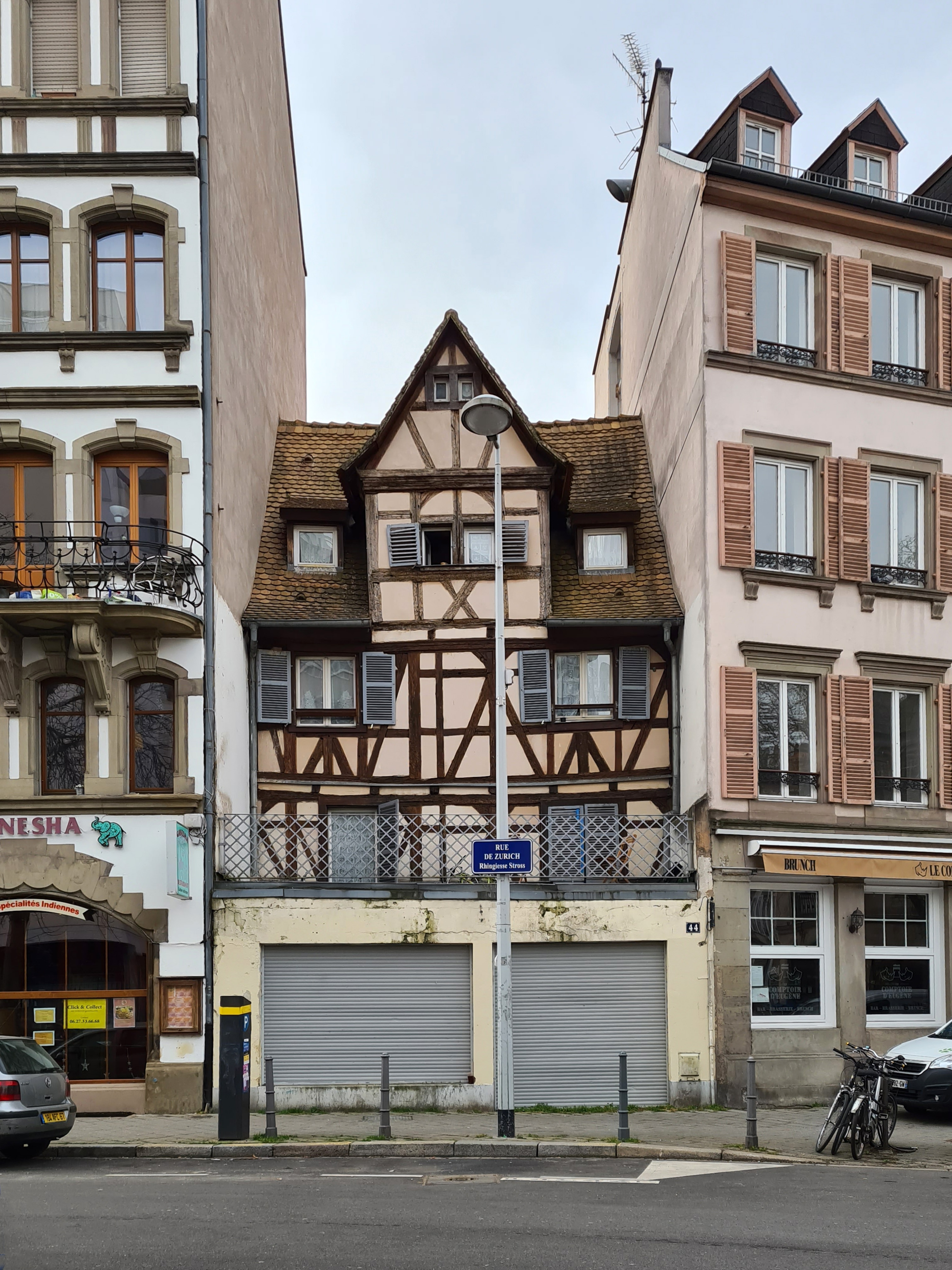
no 44.
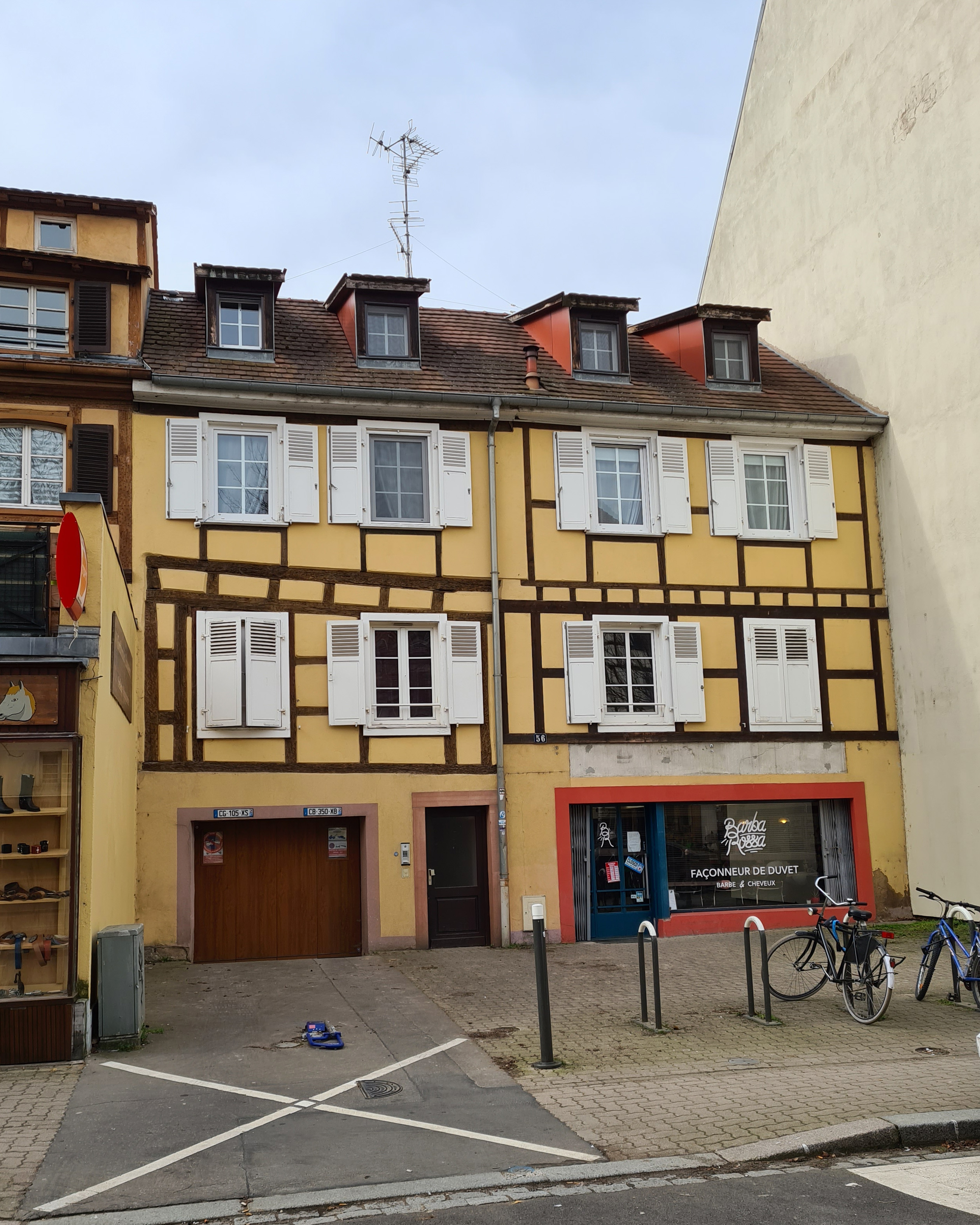
no 56.
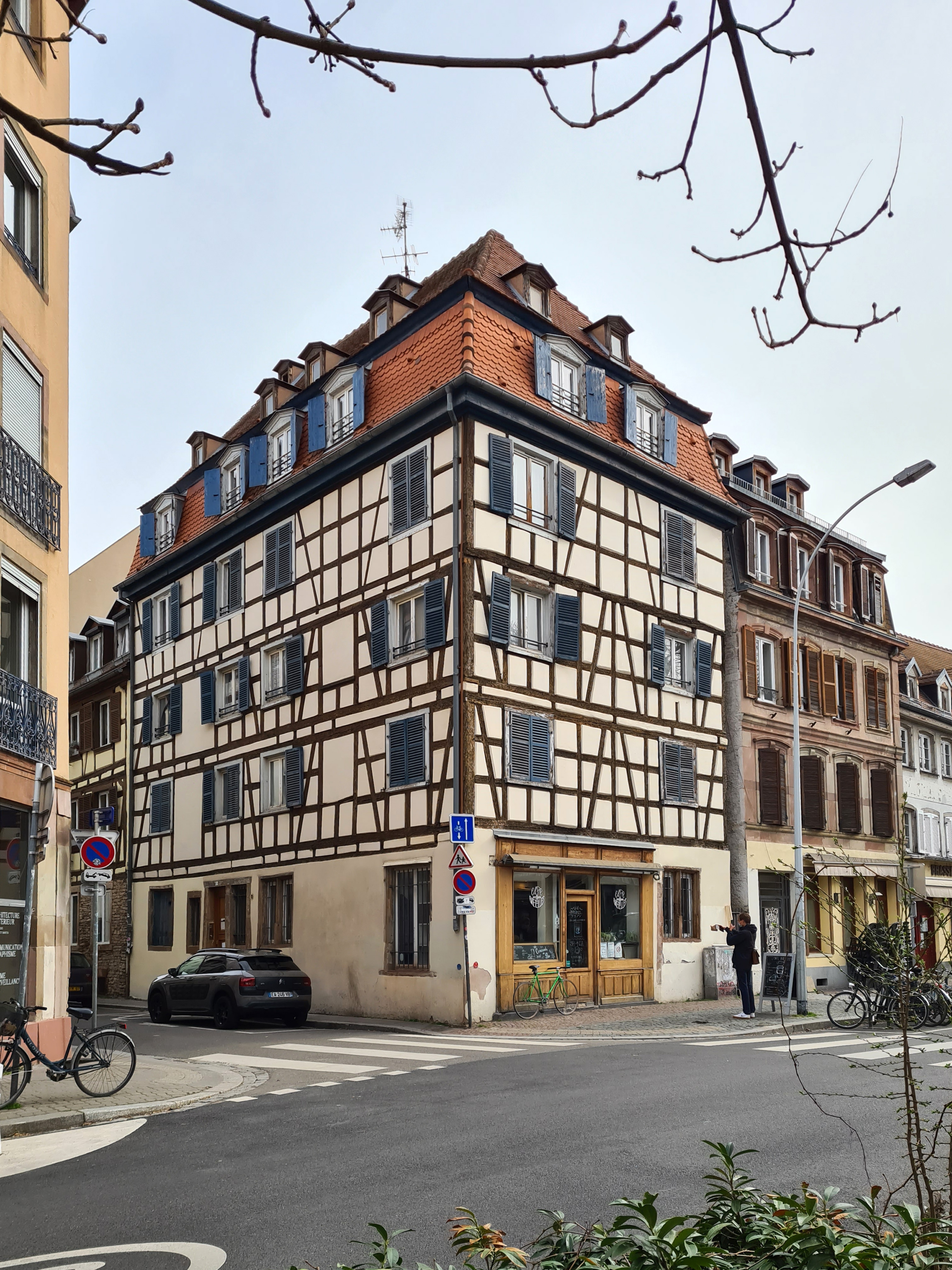
no 57.
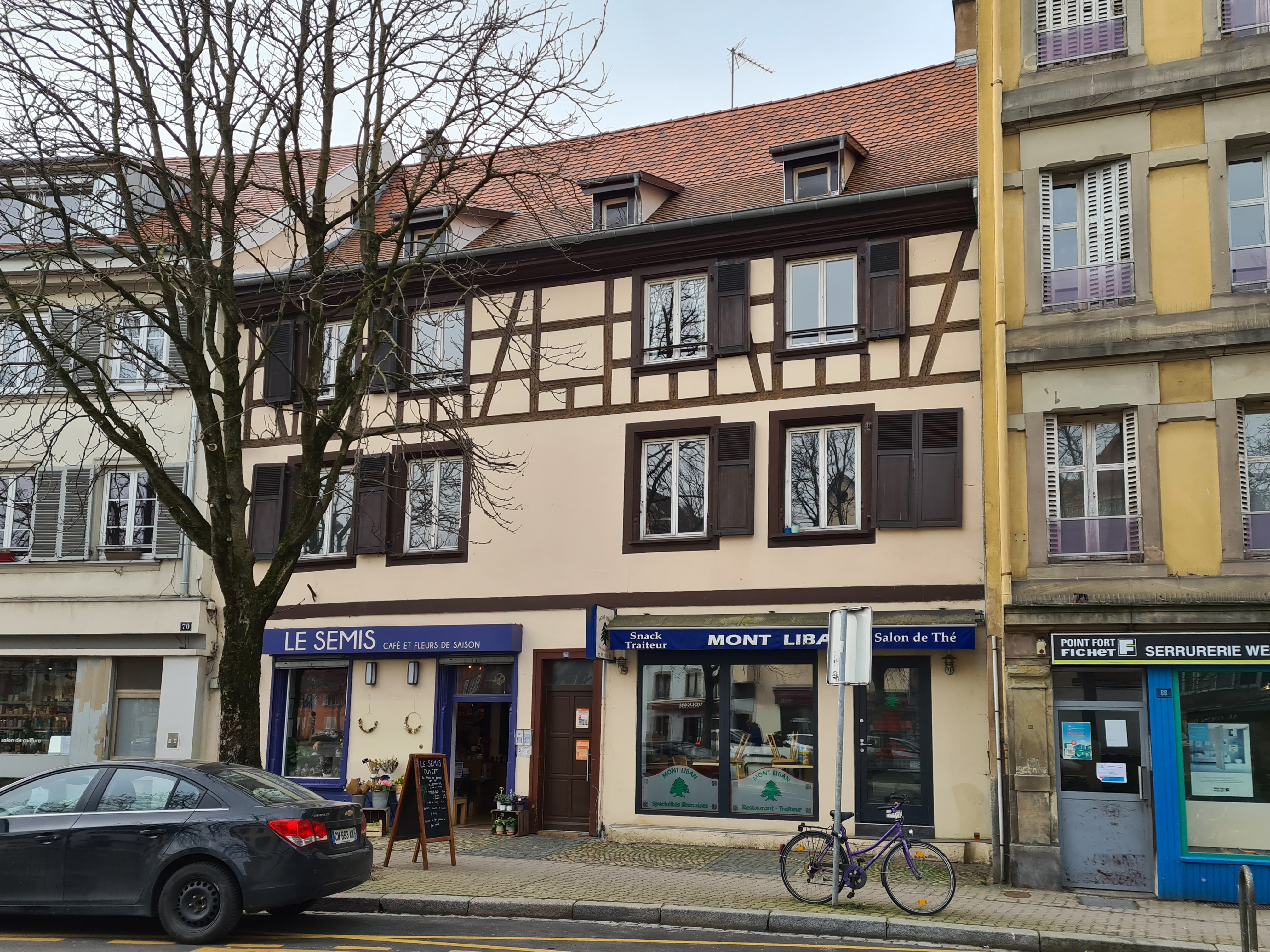
no 58.
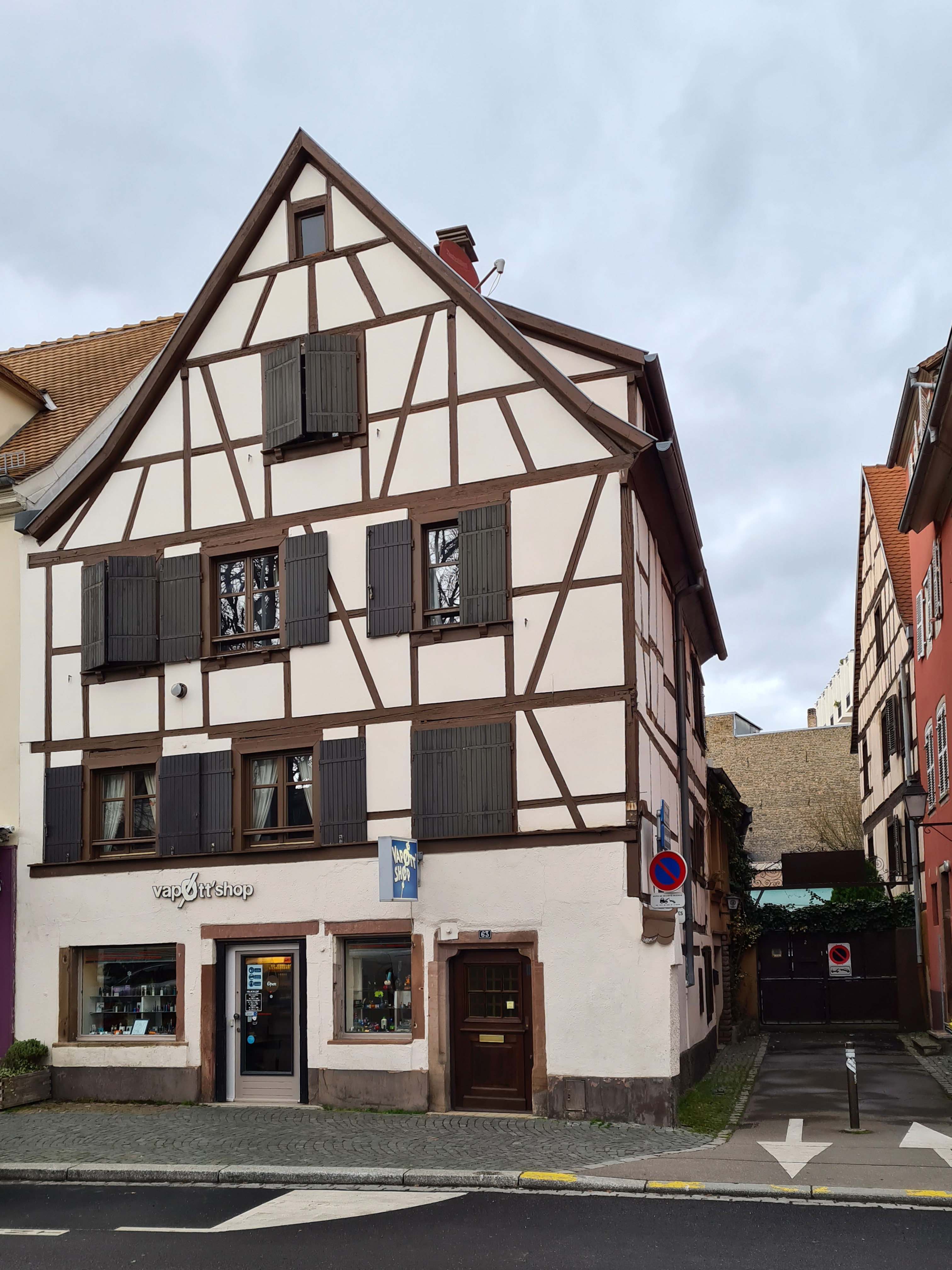
no 63.

no 50
Au rez-de-chaussée de cette maison tributaire du Jugendstil, construite en 1902, les ouvertures sont surmontées de motifs en accolade. Séparées par des surfaces crépies, les cinq travées parementées de grès à motifs sont couronnées, sous la gouttière, par des céramiques à décor floral.

Céramiques et arcs en accolade.
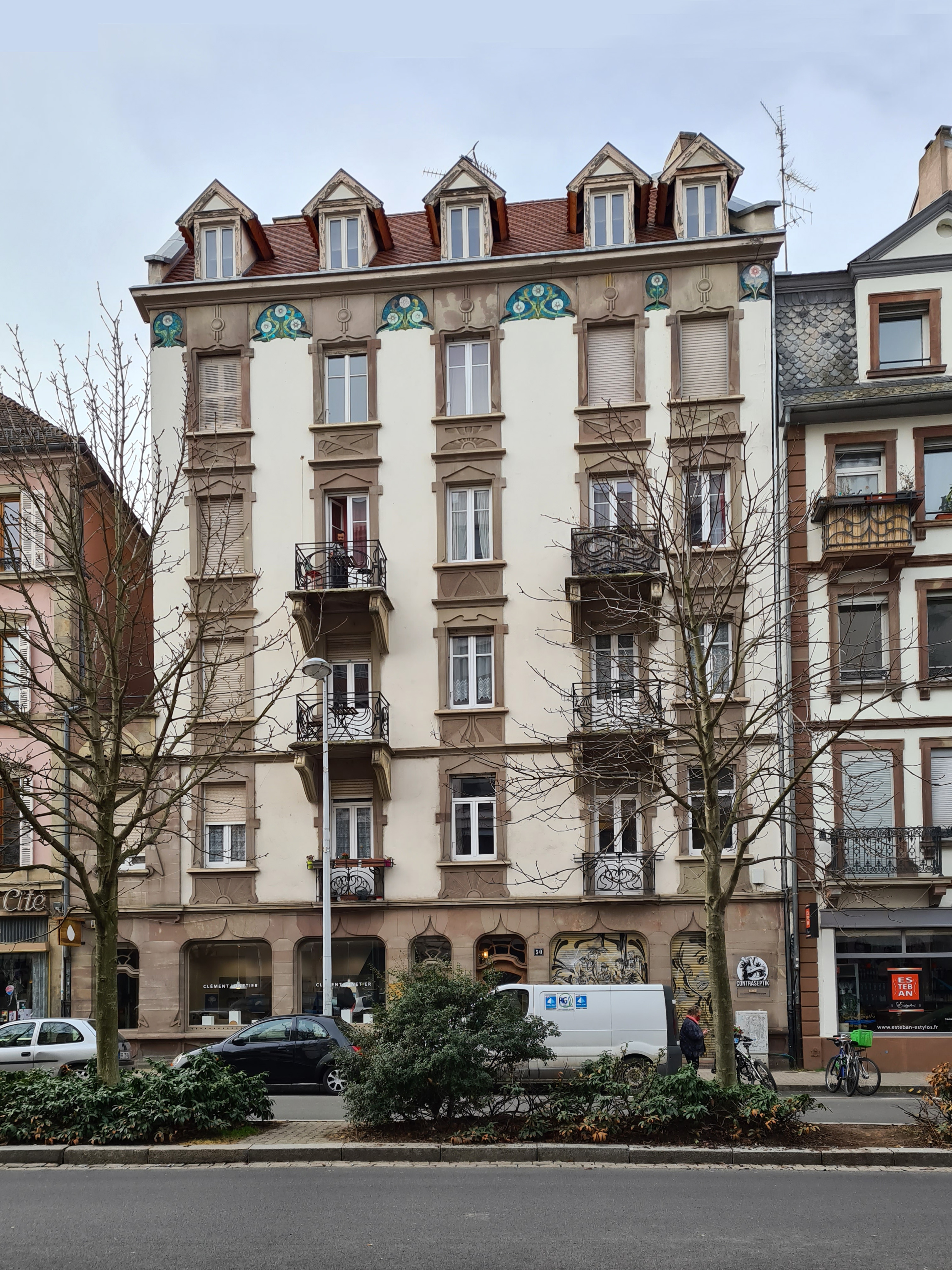
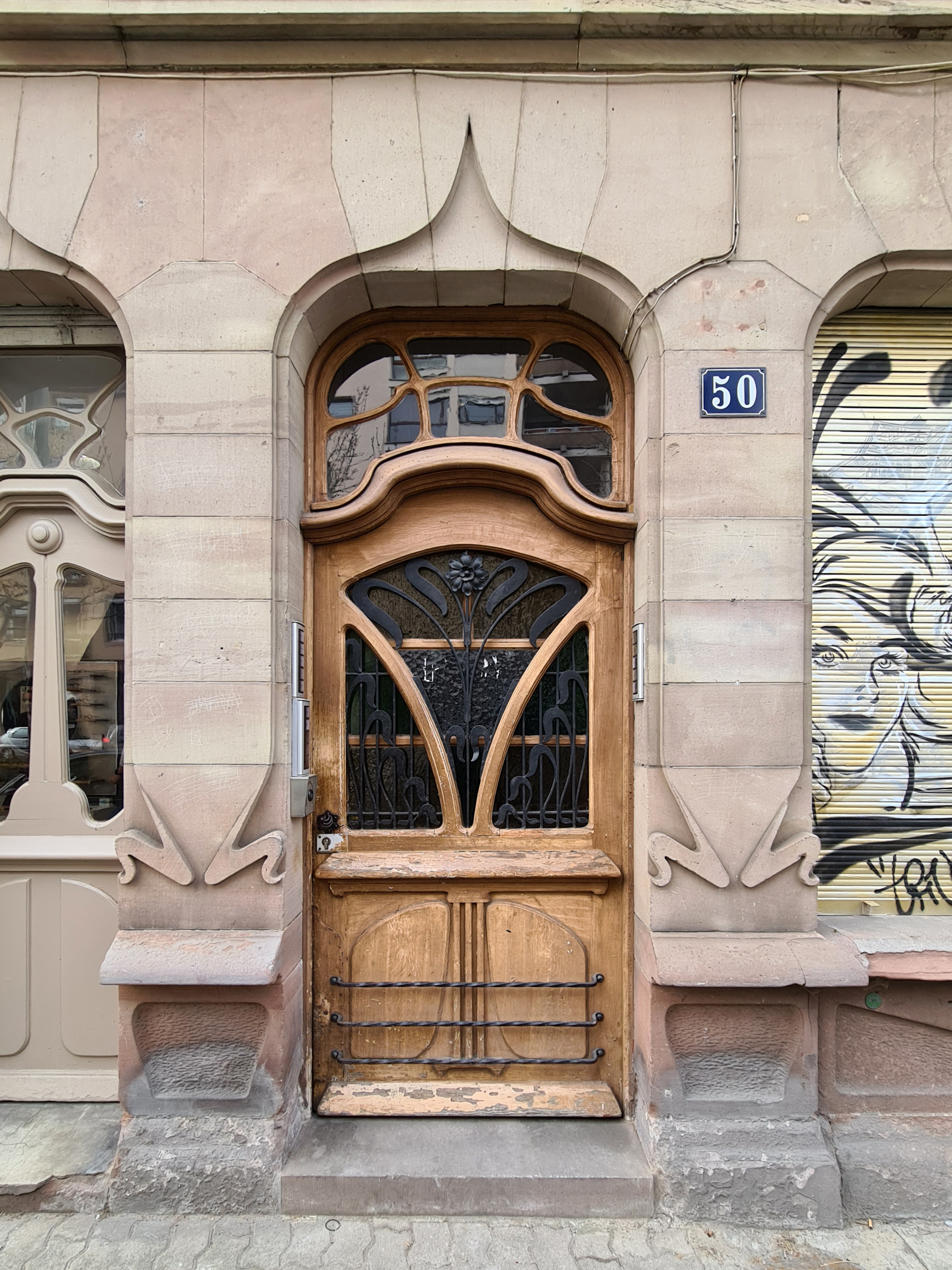
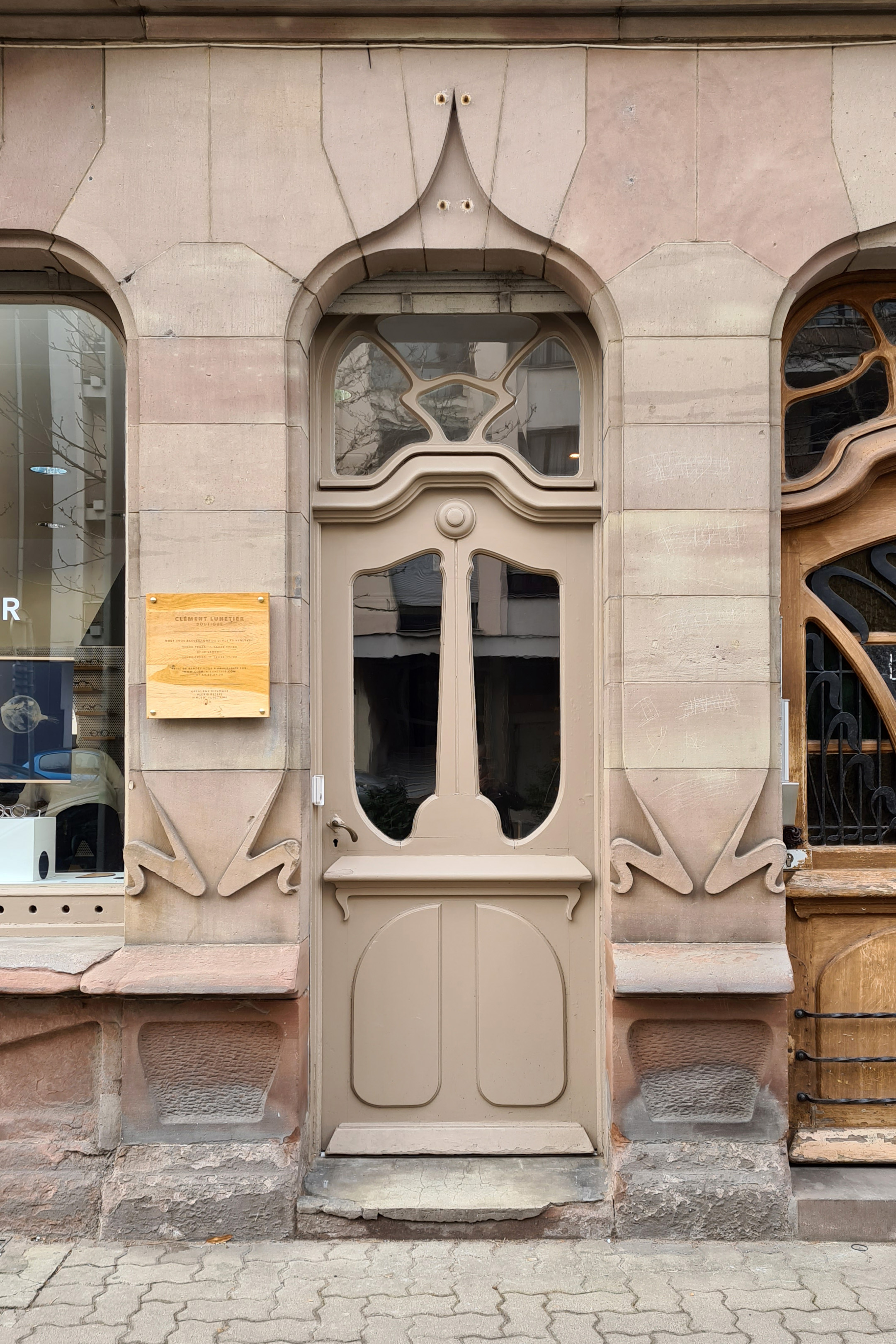